# Etymologicum Magnum
L'Etimologicum Magnum (en grec antic Ἐτυμολογικὸν Μέγα; de vegades abreujat com EM) és el títol d'un lèxic compilat a Constantinoble per un lexicògraf desconegut cap al 1150. L'Etymologicum Magnum està basat principalment en lexicografies, en obres gramaticals i obres de retòrica, en particular l'Etimologicum Genuinum i l'Etimologicum Gudianum. Altres fonts utilitzades van ser: Ethnica (Ἐθνικά) d'Esteve de Bizanci, l'Epítom de Diogenià d'Heraclea, l'anomenat Lexicon Αἱμωδεῖν, el Ἀπορίαι καὶ λύσεις d'Eulogi, els Epimerismi in Psalmos de Jordi Querobosc, l'Etymologicon d'Orió de Tebes i una col·lecció d'escolis. El compilador de l'Etimologicum Magnum no va ser un simple copista, sinó que va "reorganitzar" hàbilment les notícies recollides, i va ser capaç d'interpretar i modificar també les seves fonts, per tal de crear una obra nova i personal.
L'edició prínceps de l'Etymologicum Magnum va ser impresa a Venècia el 1499, per Zacharias Kallierges.